# Asparagus turkestanicus
Asparagus turkestanicus là một loài thực vật có hoa trong họ Măng tây. Loài này được Popov mô tả khoa học đầu tiên năm 1932.